# Gerstmannita
La gerstmannita és un mineral de la classe dels silicats. Va ser descoberta l'any 1975 a la mina Sterling, Nova Jersey, Estats Units i rep el seu nom en honor d'Ewald Gerstmann (1918 - 2005) qui va donar la seva col·lecció privada de minerals al Franklin Mineral Museum.

## Característiques
La gerstmannita és un nesosilicat de fórmula química Mn2+MgZn(SiO₄)(OH)₂. Cristal·litza en el sistema ortoròmbic. El seu color varia de blanc a rosa molt clar. La seva duresa a l'escala de Mohs és 4,5.
Segons la classificació de Nickel-Strunz, la gerstmannita pertany a «9.AE - Nesosilicats amb anions addicionals (O,OH,F,H₂O); cations en coordinació tetraèdrica [4]» juntament amb els següents minerals: beril·lita, euclasa, sverigeïta, hodgkinsonita, clinohedrita, stringhamita, katoptrita, yeatmanita i esferobertrandita.

## Formació i jaciments
La gerstmannita només ha estat trobada a la mina Sterling en vetes hidrotermals que tallen menes de franklinita-wil·lemita en menes de zinc estratiformes metamorfosades i associada als següents minerals: calcita, pirosmalita-(Mn) i esfalerita.